# 8733 Ohsugi
8733 Ohsugi eller 1996 YB1 är en asteroid i huvudbältet som upptäcktes den 20 december 1996 av den japanska astronomen Takao Kobayashi vid Ōizumi-observatoriet. Den är uppkallad efter Takashi Ohsugi.
Den tillhör asteroidgruppen Agnia.